# Sideritis carolipauana
Sideritis carolipauana là một loài thực vật có hoa trong họ Hoa môi. Loài này được Peris & Stübing miêu tả khoa học đầu tiên năm 1997.